# カタラン・ロバ
カタラン・ロバ（カタルーニャ語: Ase Català, アセ・カタラーまたはRuc Català; 東カタルーニャ語: [ˈruk kətəˈɫa], 西カタルーニャ語: [ˈruk kataˈla], ルック・カタラー; スペイン語: Asno Catalán, アスノ・カタラン; 英語: Catalan donkey, カタラン・ドンキー）は、スペインとフランスにまたがるカタルーニャ地方原産のロバの品種。約80%はカタルーニャ地方で、約20%はフランスのルシヨン地方で飼育されている。

## 歴史

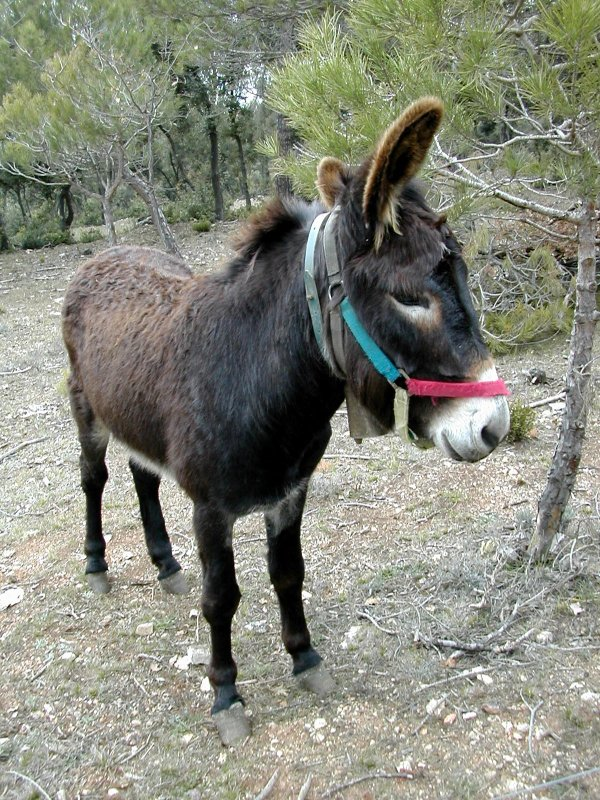
カタラン・ロバ

カタラン・ロバはマヨルカ島やサモラーノ＝レオネスのロバに関連しているとする研究者もいる。この品種の起源はとても古いとされる。古代ローマの博物学者であるガイウス・プリニウス・セクンドゥス（大プリニウス）は、著書の中でビック平原のロバに言及している。
この品種はカルダネー川、セグラ川、テル川流域に起源を持つ。過去には農場でとても重要なロバ品種だったが、飼育数が減ったことで絶滅の危機にあった。
1929年には血統書が導入された。1930年代後半のスペイン内戦中には固体数が減少し、1940年代には回復したものの、1960年代と1970年代には農村の過疎化と農業の機械化によって再度個体数が減少した。1978年にはカタラン・ロバのブリーダー協会が設立され、再び血統書が導入された。個体数の回復にはバルセロナ県バルゲダー郡に住むジュアン・ガソー・イ・サルヴァンスが大きな役割を果たし、2004年にはカタラン・ロバの全頭数336頭のうち32%が、オルバンにあるガソーの農場で飼育されていた。2002年には全国的な公式系統図が導入された。2013年末にはスペインで851頭が飼育されている。スペイン農業省はこの品種を「絶滅危機」に分類している。カタラン・ロバは、フランスや北アメリカなど世界各地で品種改良のために使用されている。

## 特徴
カタラン・ロバは大型のロバ品種であり、一般的に体重は350キログラムから450キログラムの間である。雄ロバの体高は一般的に約142センチであり、雌ロバは約136センチである。

## 象徴
スペイン国家の象徴はオズボーンの雄牛に代表されるように「雄牛」である。その一方で、カタルーニャ・ナショナリズムの支持者は、「ロバ」をカタルーニャの象徴とみなしている。一般的に雄牛は勇敢なイメージを持たれ、ロバは愚鈍なイメージで語られるが、カタルーニャ人は自虐的にロバを自らに重ね合わせている。車やバイクなどに貼るカタラン・ロバのステッカーも販売されている。

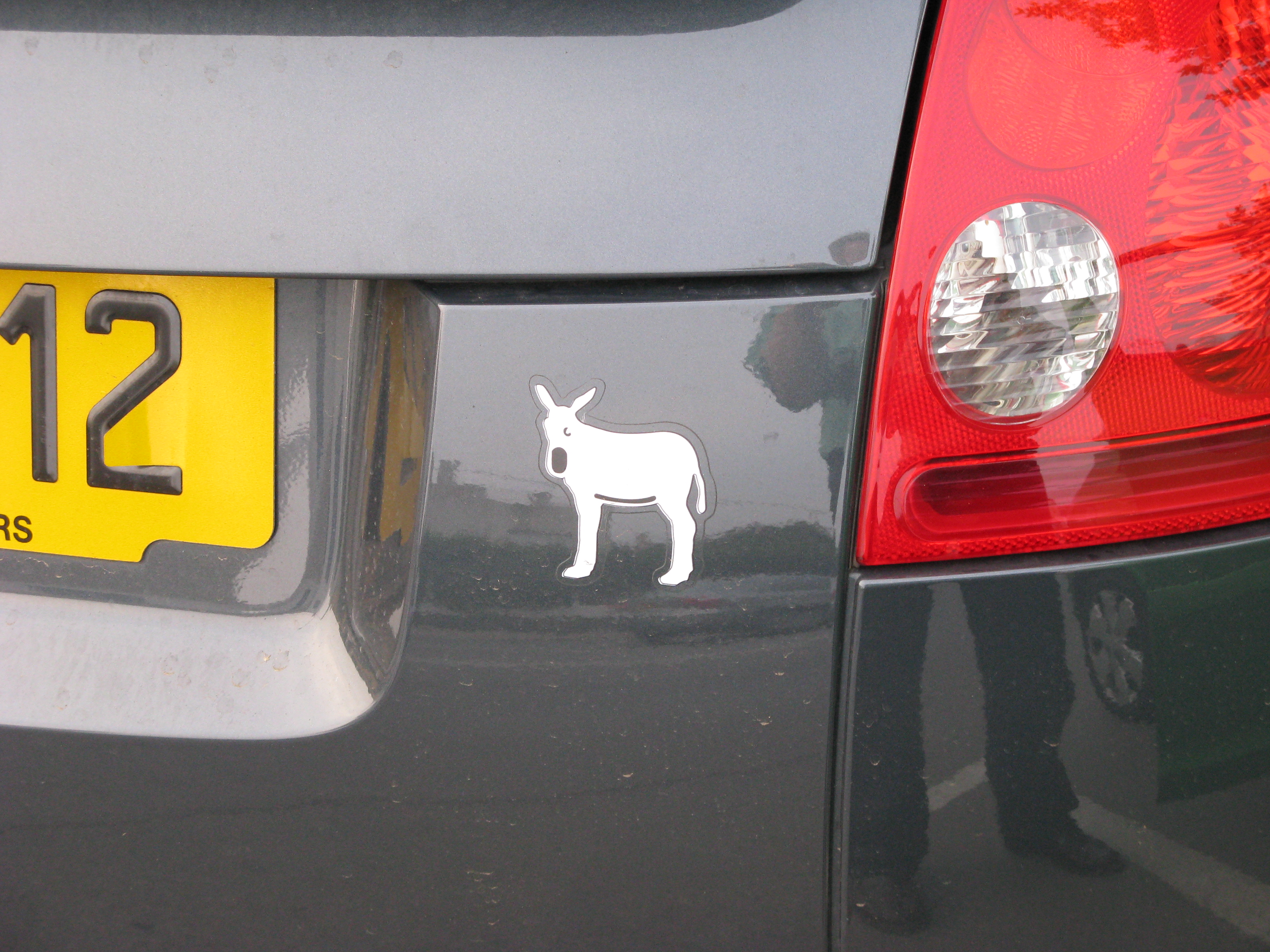
車に貼られたカタラン・ロバのステッカー
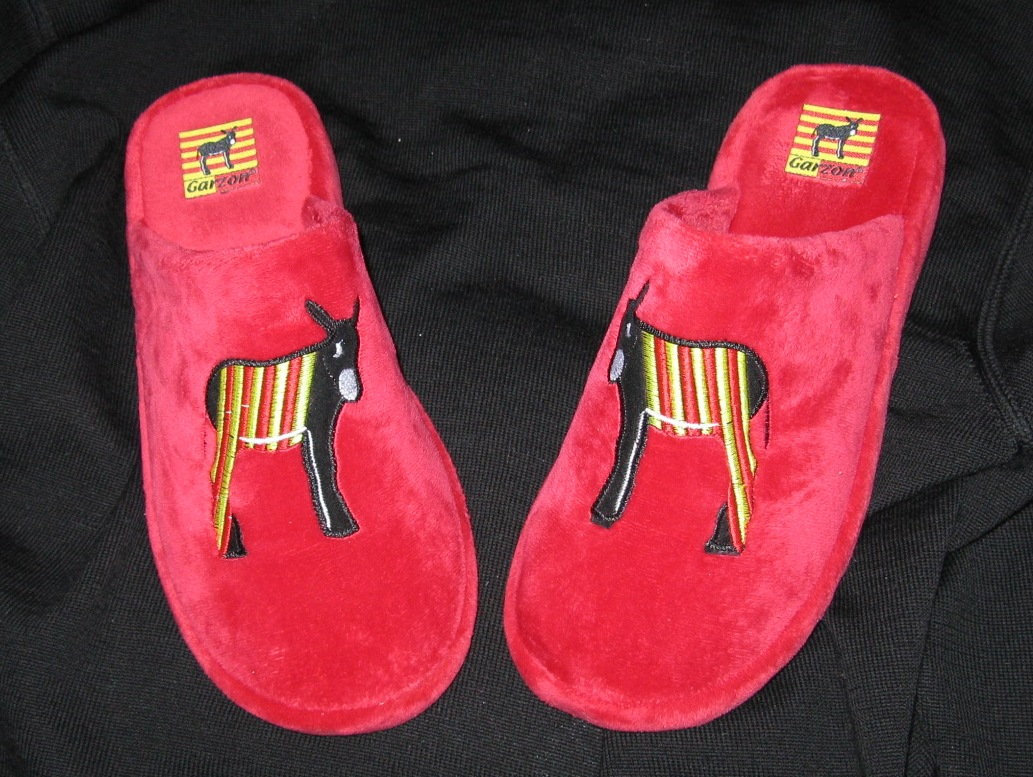
カタラン・ロバが描かれたスリッパ